# Adelowalkeria torresi
Adelowalkeria torresi is een vlinder uit de familie nachtpauwogen (Saturniidae), onderfamilie Ceratocampinae.
De wetenschappelijke naam van de soort is voor het eerst geldig gepubliceerd door Travassos & May in 1941.